# Борго Стационе (Ферара)
Борго Стационе (итал. Borgo Stazione) је насеље у Италији у округу Ферара, региону Емилија-Ромања.
Према процени из 2011. у насељу је живело 13 становника. Насеље се налази на надморској висини од 5 м.